# Rheinmetall Condor
Il Rheinmetall Condor, di costruzione tedesca, è un blindato da trasporto truppe solitamente abbinato nella trattazione al Sibmas belga, in quanto essi sono stati entrambi ordinati dalla Malaysia, allorché essa piazzò nel 1981 il più consistente ordine per blindati della sua storia. Il prototipo venne approntato nel 1978 e subito l'Uruguay pose un ordine per alcuni mezzi.

## Tecnica
Il Condor, progettato dalla Thyssen-Henschel per sostituire l'APC UR-416, ha una propulsione 4x4, una sagoma bassa, compatta e assai aggressiva, ed è stato realizzato prevalentemente con componenti commerciali.  Esso ha una corazzatura assai pesante per un mezzo 4x4, ma d'altra parte ha una massa notevole per un veicolo del genere, oltre 12 tonnellate, addirittura più di un BTR-70 8x8 (3+ ton. per ruota e 6 per assale, contro, nel caso del mezzo sovietico, 1,4 e 2,8).
Il vano di pilotaggio è a sinistra, con il pilota che, similmente al Sibmas, ha un abitacolo esposto rispetto alla piastra frontale, per avere 3 finestrini blindati che assicurano una ottima visibilità, a prezzo di una maggiore vulnerabilità. È possibile però alzare piastre blindate sopra i vetri in caso di necessità e guidare con gli iposcopi, ma per gran parte del tempo ciò non è necessario e così il guidatore può vedere molto meglio tutto quello che è intorno a lui rispetto ad un mezzo munito solo di iposcopi, con intuibili vantaggi nella facilità di guida.
Il capocarro è dietro al pilota, a destra vi è il motore diesel.
Nella parte posteriore si trova il vano trasporto truppe che può accogliere una squadra di fanti. Essi hanno 3 portelli, 2 ai lati e 1 dietro, e alcune feritoie di tiro.
La torretta è in genere armata di un cannone da 20mm, ma sono presenti anche torri con 2 mtg da 7,62mm e sempre dei lanciagranate fumogeni. Il veicolo ha anche un'elica per raggiungere in acqua gli 8 km/h.

## Varianti
Si tratta chiaramente di un mezzo più leggero ed economico rispetto al Sibmas, e forse anche per questo ha avuto un ordine più sostanzioso dai malesi: ben 459 mezzi, consegnati negli anni '80. Esistono versioni come il carro comando e veicolo officina, e così essi costituiscono la maggiore massa corazzata del paese asiatico.
Altri prototipi rimasti senza seguito comprendono un veicolo cacciacarri con 4 missili HOT pronti al lancio in torretta e altri di riserva nello scafo.